# Polissulfano

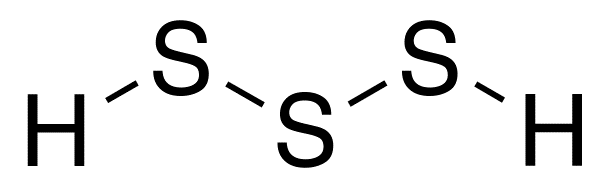
Trissulfano

Um polissulfano é um composto químico de fórmula H2Sx, onde x > 1, embora algumas vezes oi dissulfano, H2S2 seja excluído.   Polissulfanos consistem de cadeias não ramificadas de átomos de enxofre terminado com hidrogênio. Compostos contendo 2-8 átomos de enxofre concatenados tem sido isolados, compostos de cadeia mais longa foram detectados, mas apenas em solução. H2S2 é incolor, membros mais altos são amarelos com a cor decrescendo com o conteúdo de enxofre. Mesmo um traço de álcali pode causar decomposição química e os recipientes necessitam ser tratados com ácido para remover qualquer traço de álcali.
 Na literatura química o termo polissulfanos é usado às vezes para compostos que contenham −(Sn)−, e.g. polissulfanos orgânicos R−(Sn)−R.

## Química e propriedades
Polissulfanos são termicamente instáveis com relação a decomposição (disproporcionação) a H2S e enxofre
H2Sn → H2S + (n−1)/8 S8
No entanto a produção de íons polissulfeto de S2− e S é termodinamicamente favorável
S2− + (n-1) S → Sn2− ; ΔH= −ve
Tentar fazer um polissulfano por acidificar um sal de polissulfeto de metal alcalino (e.g. dissulfeto de sódio) simplesmente produz sulfeto de hidrogênio, H2S  e enxofre. Polussulfanos podem ser feitos de polissulfetos derramando-se polissulfeto em ácido clorídrico concentrado resfriado para produzir uma mistura de polissulfanos metaestáveis como um óleo amarelo, a partir do qual compostos individuais podem ser separados por destilação fracionada. Outras sínteses mais seletivas são:
Na2Sn + 2HCl → 2NaCl + H2Sn (n=4-6)
SnCl2 + 2H2Sm → 2HCl + H2Sn+2m
A reação de polissulfanos com dicloreto de enxofre ou dicloreto de dienxofre produz dicloropolissulfanos de cadeia longa:
2SCl2 + H2Sn → 2HCl + S2+nCl2
2S2Cl2  + H2Sn → 2HCl +S4+nCl2
A reação com um sal sulfito (uma base) quantitativamente decompõe o polissulfano para produzir tiossulfato e sulfeto de hidrogênio
(n−1)SO32− + H2Sn → (n−1)S2O32− + H2S